# Oberförsterei Hammer

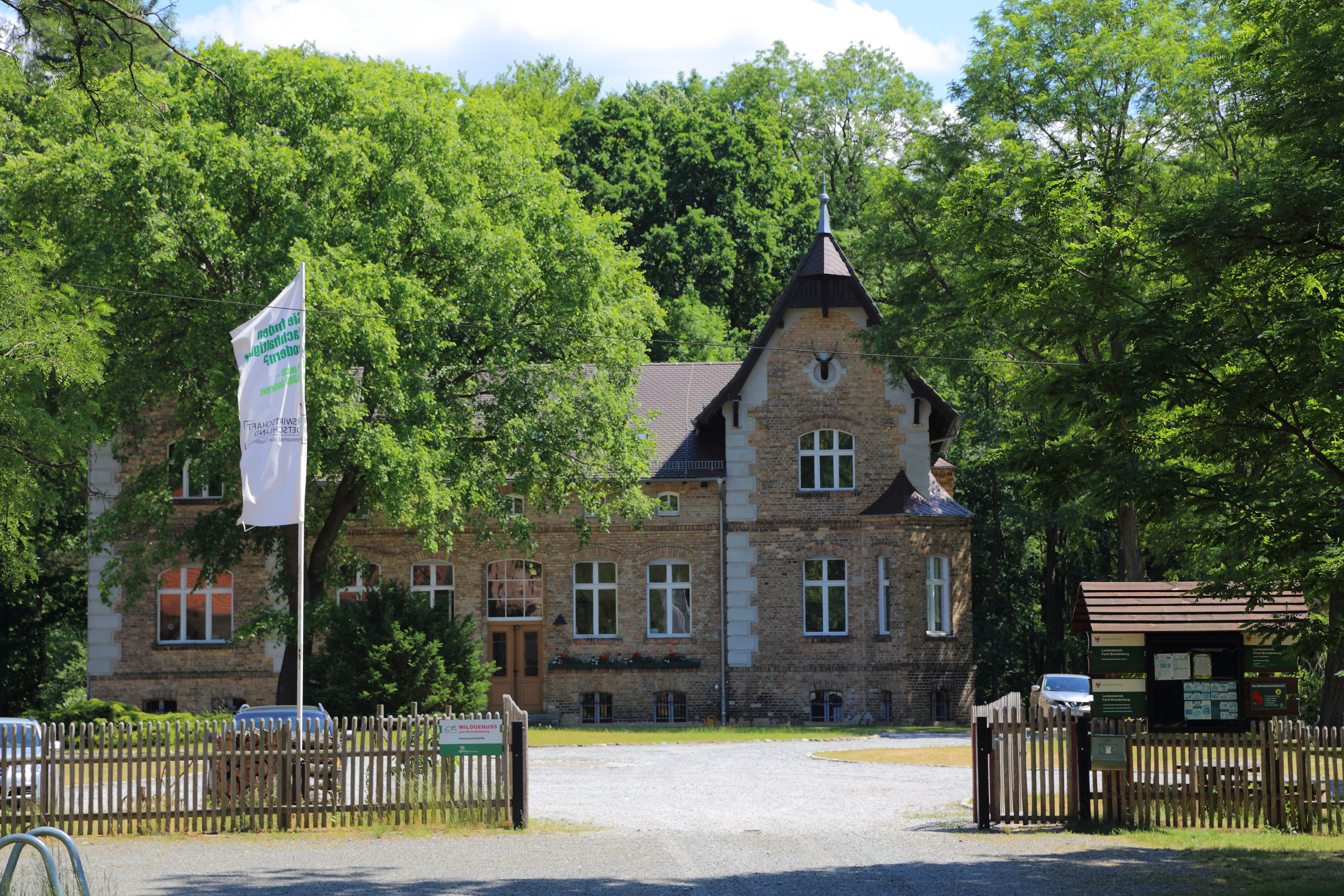
Oberförsterei Hammer

Die Oberförsterei Hammer ist ein denkmalgeschütztes Bauensemble in Löpten, einem Ortsteil der Gemeinde Groß Köris im Landkreis Dahme-Spreewald im Land Brandenburg. Das Hauptgebäude wurde in den Jahren 1897 und 1898 errichtet und war bis zur Wende der Sitz des Büros und Wohnort des zuständigen Oberförsters. Nach einer denkmalgerechten Restaurierung in den 2000er Jahren sind die Gebäude Sitz der Landeswaldoberförsterei Hammer im Landesbetrieb Forst Brandenburg.

## Lage
Die Gebäude befinden sich im nordwestlichen Teil der Gemarkung. Dort verläuft von Norden kommend die Bundesstraße 179 in südlicher Richtung durch den Ortsteil. Von ihr zweigt die Straße Försterei Klein Kammer in östlicher Richtung ab. Südlich verläuft der Stintgraben. Das Gelände ist durch mehrere Zäune eingefriedet.

## Geschichte
Die Wälder der Region waren im 14. Jahrhundert im Besitz der Ritterfamilie derer Schenken von Landsberg und Seyda, die das namensgebende Schenkenländchen formten. In einem Urbar aus dem Jahr 1700 wird im Vorwerk Hammer neben einer Schäferei ein „Schützen Hauß“ erwähnt. Am 18. Dezember 1717 erwarb Friedrich Wilhelm I. die Ländereien vom letzten Schenken Ludwig Alexander. Das „Schützen Hauß“ erhielt dabei sein Sohn August Wilhelm. Unter seiner Leitung entstand 1737 die Oberförsterei Hammer als Teil der Prinzlichen Kammer. Sie verwaltete unter anderem auch das Privatvermögen der Hohenzollern und trug daher bis zum Ende des Ersten Weltkrieges die Bezeichnung Königliche Oberförsterei Hammer. In dieser Zeit betreute sie nicht nur die Waldflächen im Forstrevier, sondern veranstaltete repräsentative Hofjagden. Mit dem Bau der Chausseestraße (im 21. Jahrhundert die Bundesstraße 179) kam 1860 ein Chausseehaus hinzu. 1864 wurden rund 6000 Hektar eingegattert und mit Damwild sowie Schwarzwild besetzt, damit die Jagdstrecke für den Monarchen und seine adeligen Gäste erfolgreich verlief. Um 1865 entstand ein Pferdestall, der in den Jahren 1903 bis 1905 erweitert und umgebaut wurde. 1880 wurde die Anlage um einen Schweinestall erweitert. 1887 brannte das aus Fachwerk errichtete Forsthaus aus dem 18. Jahrhundert ab. Von 1897 bis 1898 errichteten Handwerker das zentrale Oberförstereigebäude mit Garten als so genanntes Jagdschloss. 1901 kamen ein Wohnhaus mit Dienstgebäude, ein Stall, eine Scheune sowie ein Wirtschaftsgebäude hinzu. Die letzte Hofjagd fand am 8. November 1913 statt; dabei wurden 53 Sauen und 270 Stück Damwild zur Strecke gebracht. 1937 wurde die Försterei in Preußisches Forstamt Hammer umbenannt. Kurz vor Ende des Zweiten Weltkrieges hatte sich zeitweilig der Stab der 9. Armee in der Oberförsterei einquartiert. Von dort begann der Durchbruch, der als Kesselschlacht von Halbe in die Geschichte einging. Nach dem Ende des Krieges wurde in dem Gebäude wieder eine Oberförsterei eingerichtet. Einige Gebäudeteile wurden als Forstlehrlingswohnheim sowie als Fuhrpark des Staatlichen Forstwirtschaftsbetriebes Königs Wusterhausen genutzt. Bis zur Forstreform im Jahr 1997 war im Hauptgebäude zusätzlich die Oberförsterei Dahmetal ansässig. In den Jahren 2006 und 2007 wurden die Gebäude denkmalgerecht restauriert und sind seit dieser Zeit Sitz der Landeswaldoberförsterei Hammer im Landesbetrieb Forst Brandenburg. Diese vermarktet unter anderem Wildfleisch, führt aber auch kulturelle Veranstaltungen durch, darunter ein Kino sowie einen Weihnachtsmarkt.

## Baubeschreibung
Das Ensemble besteht aus dem Oberförstereigehöft (Nr. 1) mit Forsthaus (Wohn- und Dienstgebäude). Hinzu kommen je ein Pferde-, Vieh- und Schweinestall, eine Scheune, ein Erdkeller sowie ein Wildgalgen an der südwestlichen Schmalseite des Forsthauses. Dabei handelt es sich um ein offenes Holzgestell mit einem Dach. Es ermöglichte den Jägern, dort mit einem Fuhrwerk einzufahren, um das erlegte Wild dort aufzuhängen. Unter Denkmalschutz stehen weiterhin der Hof mit Gärten (Flurstück 61), ein Forstsekretärsgehöft (Nr. 4) mit Wohn- und Dienstgebäude, eine Stallscheune und Wirtschaftsgebäude und das Kutschergehöft mit Wohnhaus und Stallscheune. Das eingeschossige Hauptgebäude wurde aus gelbem Mauerstein errichtet, der in einer Ziegelei in Löpten gebrannt wurde. Es hat einen leicht h-förmigen Grundriss mit eklektizistischen Dekorelementen.

## Lesefährten Waldweisen

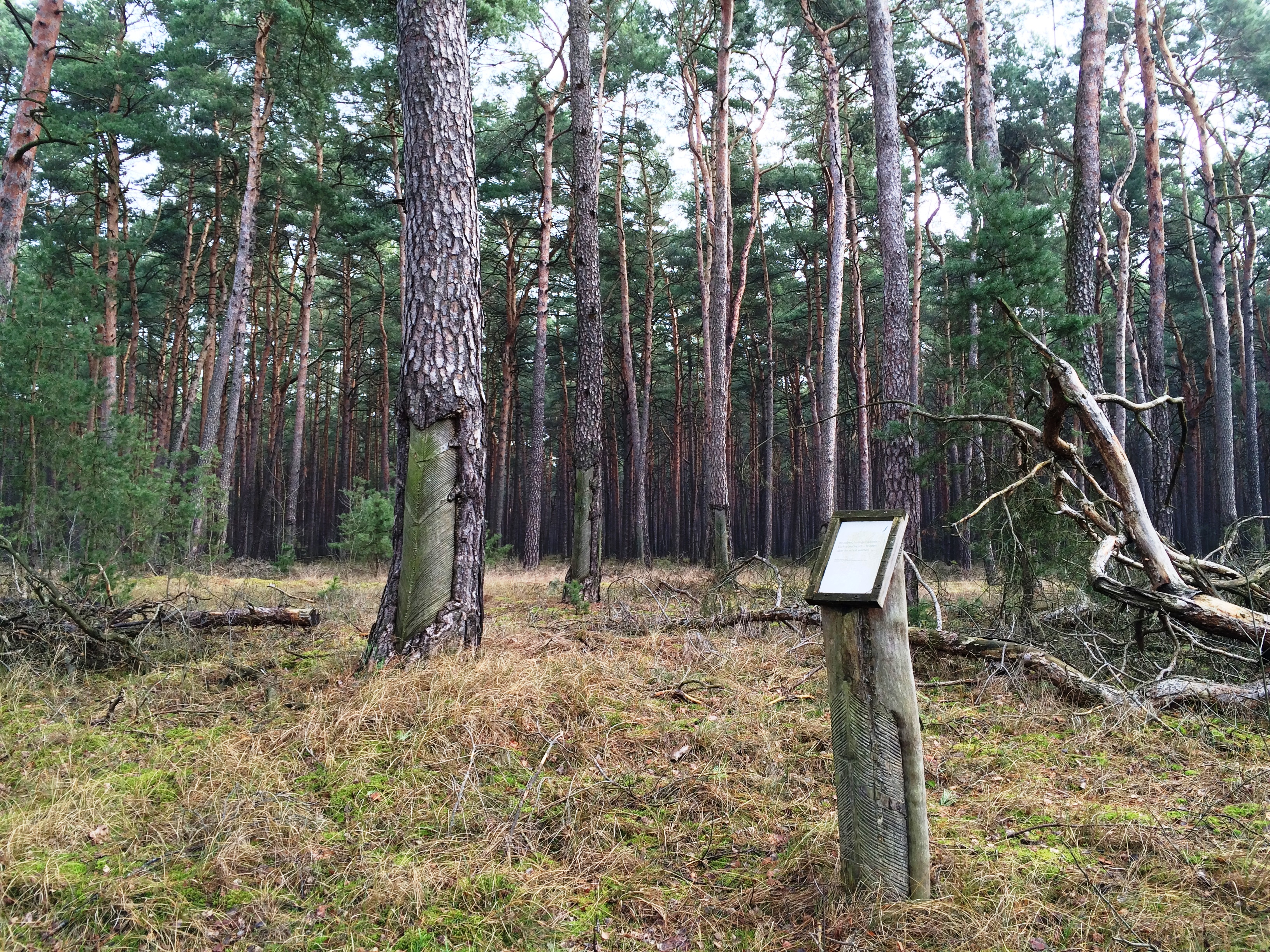
Lesepult am Wanderweg

Die Lesefährten Waldweisen ist ein rund 20 km touristischer Lehrpfad, den die Oberförsterei gemeinsam mit dem österreichischen Künstler Wolfgang Georgsdorf gestaltete. Auf 50 Lesepulten sind „poetische Texte zum Wald, Texte, von denen ein Zauber ausgeht“ ausgestellt. Der Landesbetrieb Forst Brandenburg möchte damit auf die „Bedeutung des Waldes für die Umwelt und für die Gesellschaft aufmerksam“ machen. Einer der vier Startpunkte befindet sich an der Oberförsterei.